# Music (David-Garrett-Album)
Music ist das vierzehnte Musikalbum des deutschen Violinisten David Garrett. Es wurde am 12. Oktober 2012 veröffentlicht.

## Hintergrund
Das Album enthält sowohl Elemente der Klassik (bspw. Beethoven, Bach, Chopin) als auch Lieder aus der modernen Pop-/Rock-Musik (bspw. Coldplay oder Queen). Garrett hat es sich zur Aufgabe gemacht, durch seine Arrangements beides zu kombinieren und so einem neuen, auch jungen Publikum zugänglich zu machen.
Die Deluxe Edition enthält drei Bonustitel (s. u.) sowie eine weitere CD mit einem Musikvideo (Viva la Vida), drei Live-Mitschnitten aus Hannover (Tico-Tico no Fubá; Stop Crying Your Heart Out; Funiculì, Funiculà) und einem „Behind-the-scenes“-Film zur Entstehung von Viva la Vida.

## Titelliste
| Nr. | Titel                                                                                   | Länge |
| --- | --------------------------------------------------------------------------------------- | ----- |
| 1.  | Viva La Vida (Coldplay, 2008)                                                           | 4:15  |
| 2.  | Cry Me a River (Arthur Hamilton, 1953)                                                  | 3:15  |
| 3.  | Beethoven Scherzo (Ludwig van Beethoven, 1824)                                          | 3:06  |
| 4.  | Human Nature (Steve Porcaro, John Bettis, 1983)                                         | 3:51  |
| 5.  | Tico-Tico no Fubá (Zequinha de Abreu)                                                   | 2:27  |
| 6.  | Chopin Nocturne (Frédéric Chopin)                                                       | 3:10  |
| 7.  | Whole Lotta Bond                                                                        | 2:57  |
| 8.  | Clementi Sonatina                                                                       | 3:14  |
| 9.  | Sandstorm                                                                               | 3:15  |
| 10. | Music (John Miles junior, 1976)                                                         | 5:08  |
| 11. | Sabre Dance                                                                             | 3:08  |
| 12. | Bach Double Harpsichord Concerto in C Major (Johann Sebastian Bach, 1735)               | 3:35  |
| 13. | We Will Rock You (Brian May, 1977)                                                      | 2:54  |
| 14. | Celtic Rondo                                                                            | 3:22  |
| 15. | Ode to Joy (Ludwig van Beethoven, 1824, Text (An die Freude): Friedrich Schiller, 1785) | 3:57  |

| Nr. | Titel                 | Länge |
| --- | --------------------- | ----- |
| 16. | Misirlou              | 2:53  |
| 17. | Desperado (Eagles)    | 3:31  |
| 18. | Welcome To The Jungle | 3:16  |

## Tour
Nach der Veröffentlichung des Albums setzte Garrett seine Tournee mit dem Titel Rock Anthems im deutschsprachigen Raum fort. Dabei besuchte er folgende Städte:
1. A – Wien, Stadthalle, 10. April 2012
2. D – Hamburg, o2 World, 12. April 2012
3. D – Dortmund, Westfalenhalle, 13. April 2012
4. D – München, Olympiahalle, 14. April 2012
5. D – Nürnberg, Arena Nürnberger Versicherung, 16. April 2012
6. D – Leipzig, Arena, 17. April 2012
7. D – Hannover, TUI Arena, 18. April 2012
8. D – Halle (Westf.), Gerry Weber Stadion, 20. April 2012
9. D – Düsseldorf, ISS Dome, 21. April
10. CH – Zürich, Hallenstadion, 22. April
11. D – Leipzig, Arena, 9. November 2012
12. D – Nürnberg, Arena, 10. November 2012
13. CH – Basel, St. Jakobshalle, 12. November 2012
14. D – Oberhausen, König-Pilsener-Arena, 13. November 2012
15. D – Köln, Lanxess Arena, 16. November 2012
16. D – Berlin, o2 World, 17. November 2012
17. D – Frankfurt am Main, Festhalle, 19. November 2012
18. D – München, Olympiahalle, 21. November 2012
19. A – Innsbruck, Olympiahalle, 23. November 2012
20. D – Mannheim, SAP Arena, 24. November 2012
21. D – Stuttgart, Schleyer-Halle, 25. November 2012
22. D – Erfurt, Messehalle, 27. November 2012
23. D – Bremen, ÖVB-Arena, 28. November 2012

Music war während der Tournee stets Teil seines Repertoires. Zum titelgebenden Lied wurde der Liedtext im Brief-Stil hinter der Bühne eingeblendet. Für Whole Lotta Bond wurde ein stilechter James-Bond-Vorspann mit Garrett in der Rolle des 007 gedreht. Während „Yesterday“ bekamen die Zuschauer Einblick in ein virtuelles Fotoalbum mit Familien- und Konzertbildern des jungen David Garrett. Zwischen den Auftritten gab der „schnellste Geiger der Welt“ immer wieder lustige und interessante Anekdoten zum Besten (vom Schwarzmarkt in Bangkok, abgeschleppten Autos und unaufgeräumten Hotelzimmern) und beschwerte sich scherzhaft über das harte Musikerleben ohne Wochenenden oder Feiertage und fast ohne „normale“ Freunde („[…]all die Menschen, die du kennst, arbeiten für dich“). „Krank werden geht auch nicht, denn in der Regel gilt: Stirbst du gerade nicht, gehst du auf die Bühne - the show must go on“. Diese für Garrett typische Auftrittsweise bewirkte mitunter laute Mitleids-Bekundungen seitens des Publikums und sorgte so für abendfüllende Unterhaltung. Trotzdem schaffte er es, kaum Privates preiszugeben: „‚David Garrett war zweimal verheiratet, hat fünf Kinder und eine schwedische Freundin‘ erzählt er – über einen Namensvetter, der mal im Flugzeug neben ihm saß.“